# Дорис Мадер
Дорис Мадер (рођена 3. фебруара 1976) је аустријска стонотенисерка.

## Биографија
Рођена је 3. фебруара 1976. у Аустрији. Почела је да игра стони тенис када је имала седам година, делом због њеног оца који је био тренер. Године 2002, док је студирала ветерину, изгубила је покретљивост у ногама због тумора од 2,5 центиметра на кичми. Након операције, била је на рехабилитацији у Клостернојбургу.
После инвалидитета, почела је да се бави стоним тенисом у инвалидским колицима, такмичећи се за Аустрију. Упознала је Андреаса Вевера на рехабилитацији и заједно са њим је тренирала. Такмичили су се на Летњим параолимпијским играма 2008. у Пекингу. Вевера је освојио златну медаљу индивидуално, док је Мадер заузела пето место индивидуално. Године 2012. на Летњим параолимпијским играма Вевера је у Лондону елиминисан, након чега је тренирао Мадер која је освојила сребрну медаљу.
Такмичила се и на Летњим параолимпијским играма 2016. у Рио де Жанеиру, први пут без Вевере. Није освојила ниједну медаљу након што је елиминисана са турнира у осмини финала.